# Lingua scalvica
Lo scalvico era una lingua appartenente al gruppo delle lingue baltiche occidentali della famiglia indoeuropea. È una lingua poveramente attestata. Veniva parlata nella Lituania occidentale, sulla foce del Nemunas e in parte dell'attuale Oblast' di Kaliningrad.
Lo scalvico è scomparso verso il XVI secolo, rimpiazzato dal lituano. Non si hanno tracce di questa lingua se non nei nomi propri di luoghi e fiumi.